# Campeonato Europeu de Esgrima de 2014
O Campeonato Europeu de Esgrima de 2014 ocorrido na cidade francesa de Estrasburgo entre os dias 7-14 de Junho, os eventos foram disputados no Rhénus Sport.

## Programação
| ● | Cerimonia de abertura | ● | Finais | ● | Cerimonia de encerramento |

| Junho                     | Junho                     | 7     | 8      | 9      | 10     | 11    | 12     | 13     | 14     | Total |
| ------------------------- | ------------------------- | ----- | ------ | ------ | ------ | ----- | ------ | ------ | ------ | ----- |
| Cerimonia                 | Cerimonia                 | ●     |        |        |        |       |        |        | ●      |       |
| Florete Individual        | Florete Individual        |       |        | Masc.  | Femin. |       |        |        |        | 2     |
| Sabre Individual          | Sabre Individual          |       |        | Femin. | Masc.  |       |        |        |        | 2     |
| Espada Individual         | Espada Individual         | Masc. | Femin. |        |        |       |        |        |        | 2     |
| Florete Equipes           | Florete Equipes           |       |        |        |        |       |        | Masc.  | Femin. | 2     |
| Sabre Equipes             | Sabre Equipes             |       |        |        |        |       |        | Femin. | Masc.  | 2     |
| Espada team               | Espada team               |       |        |        |        | Masc. | Femin. |        |        | 2     |
| Total de Medalhas de ouro | Total de Medalhas de ouro | 1     | 1      | 2      | 2      | 1     | 1      | 2      | 2      | 12    |

## Eventos

### Florete individual masculino
| Evento  | Ouro                     | Prata                      | Bronze                                        |
| ------- | ------------------------ | -------------------------- | --------------------------------------------- |
| Florete | James-Andrew Davis (GBR) | Aleksey Cheremisinov (RUS) | Peter Joppich (GER) · Erwann Le Péchoux (FRA) |

#### Resultados

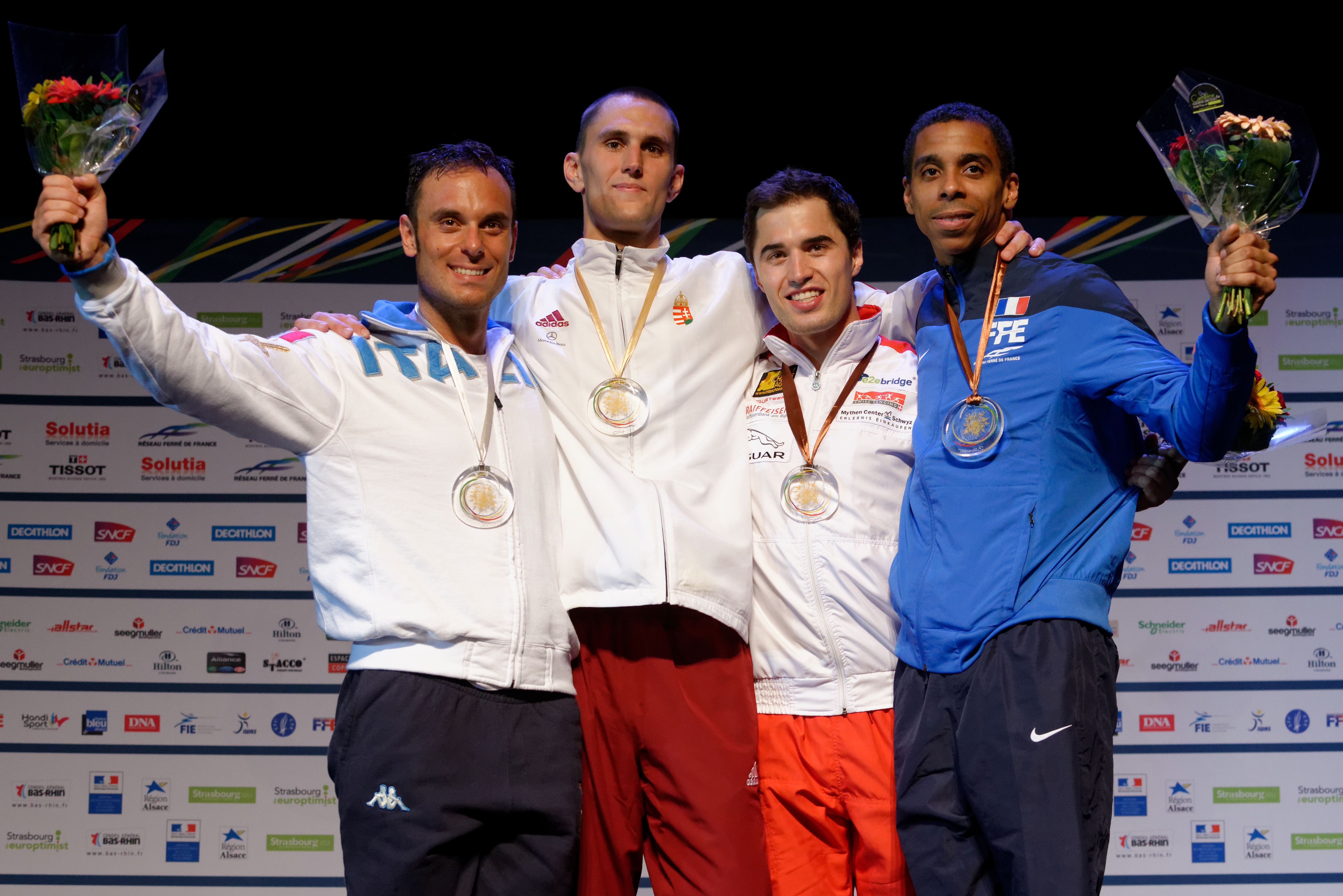
Pódio Espada individual masc.: Pizzo, Rédli, Heinzer, and Lucenay

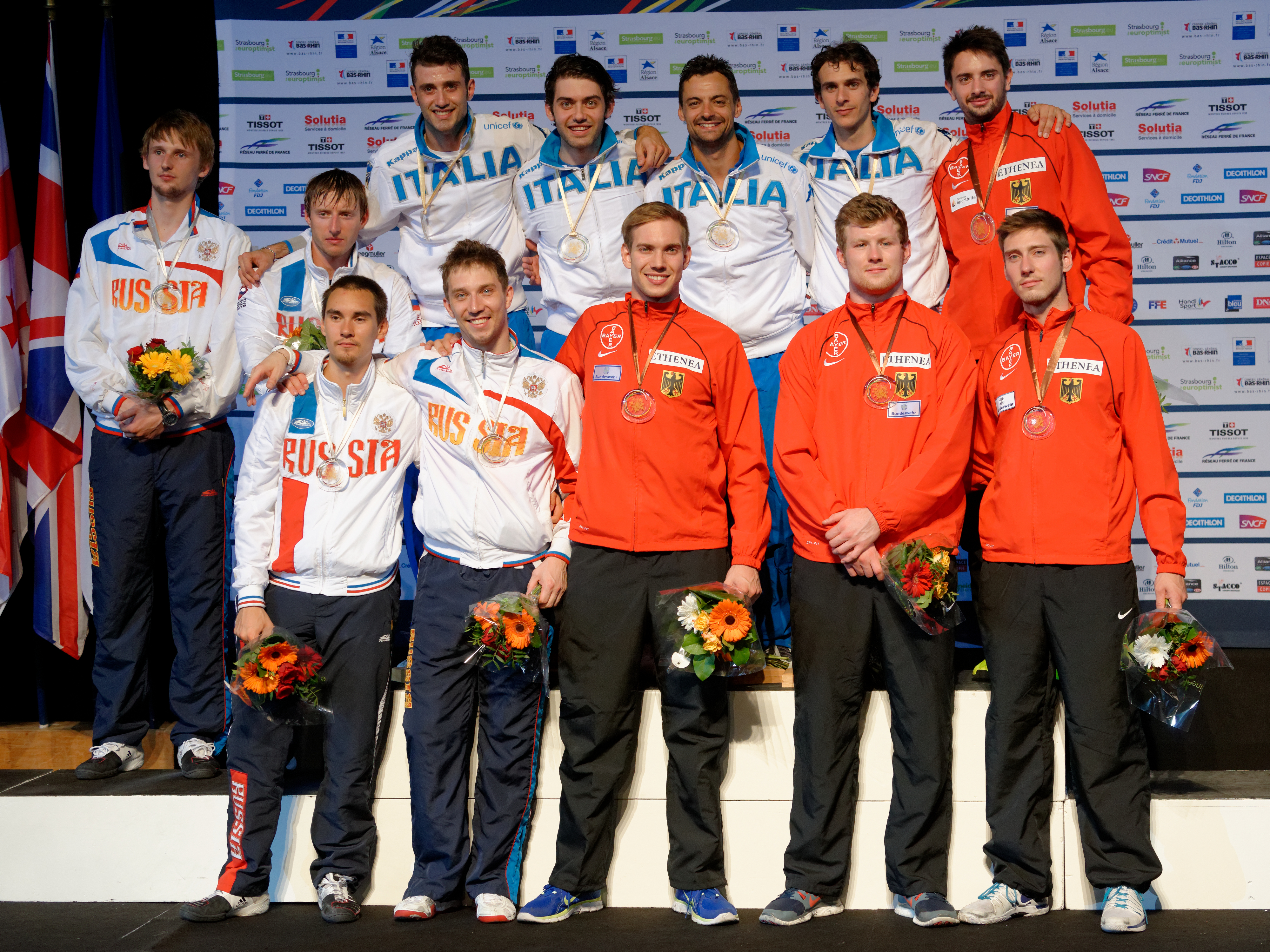
Pódio sabre masculino por equipes: Itália, Rússia e Alemanha

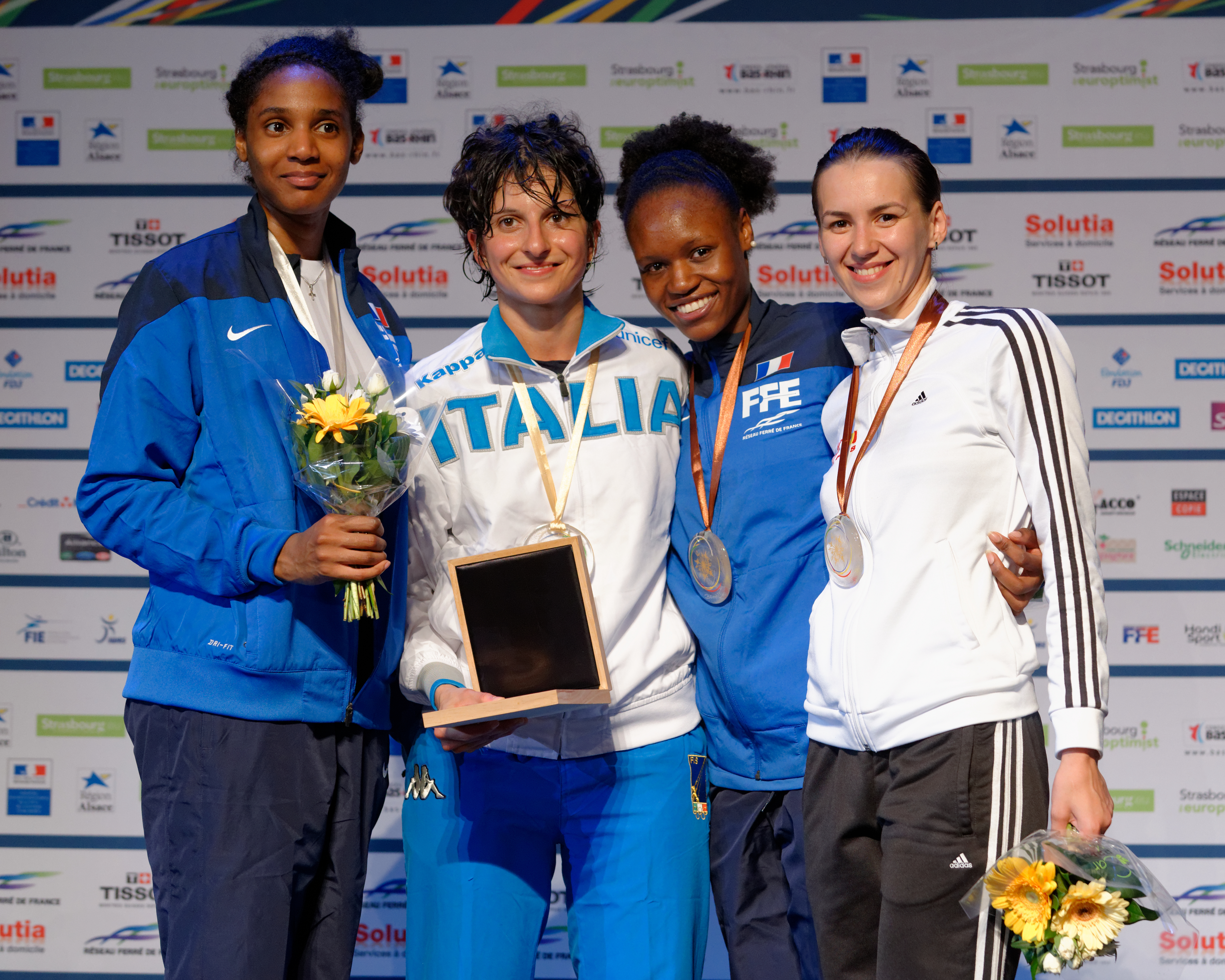
Pódio Espada individual feminino: Candassamy, Del Carretto, Jacques-André-Coquin e Gherman

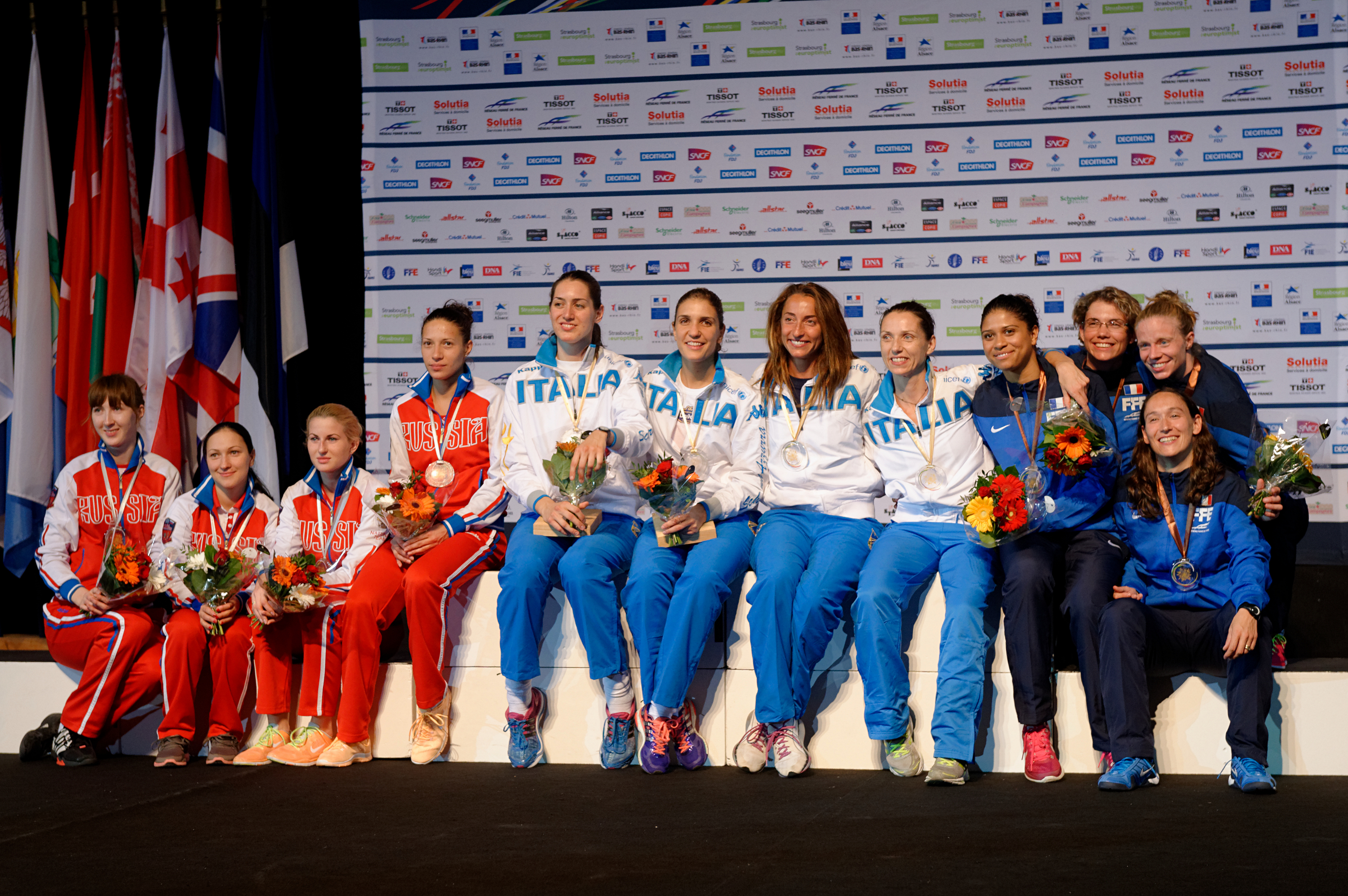
Pódio Florete por equipes: Itália, Rússia e França

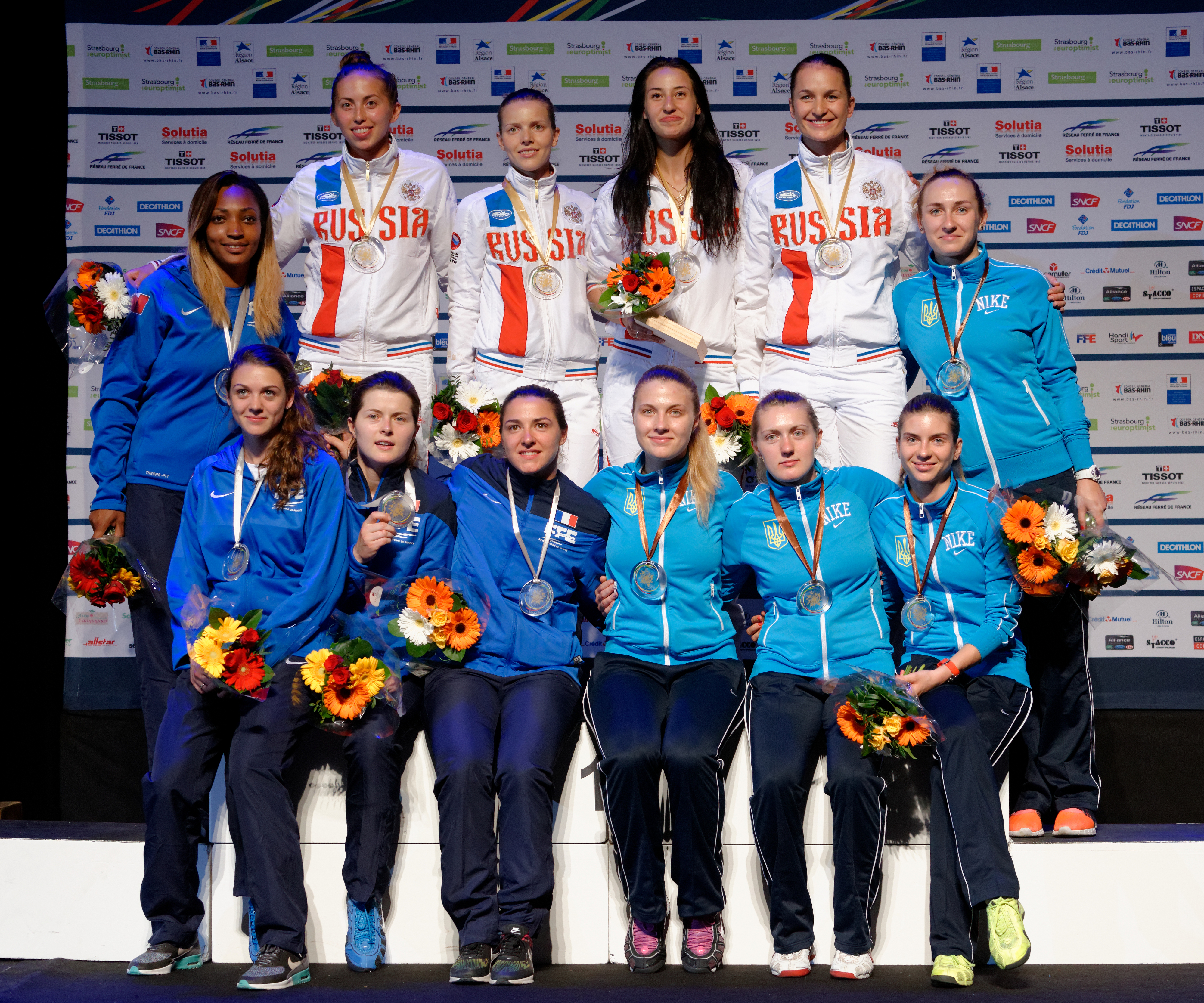
Pódio: Rússia, França e Ucrânia

| Posição           | Nome                  | País        |
| ----------------- | --------------------- | ----------- |
| Medalha de ouro   | James-Andrew Davis    | Reino Unido |
| Medalha de prata  | Aleksey Cheremisinov  | Rússia      |
| Medalha de bronze | Peter Joppich         | Alemanha    |
| Medalha de bronze | Erwann Le Péchoux     | França      |
| 5.                | Alexander Choupenitch | Chéquia     |
| 5.                | Tomer Or              | Israel      |
| 7.                | Giorgio Avola         | Itália      |
| 8.                | Klod Yunes            | Ucrânia     |

|  | Quartas de final      | Quartas de final     |                      |    | Semifinais | Semifinais |  |  | Final | Final |
|  |                       |                      |                      |    |            |            |  |  |       |       |
|  |                       |                      |                      |    |            |            |  |  |       |       |
|  |                       |                      |                      |    |            |            |  |  |       |       |
|  | Klod Yunes            | 4                    |                      |    |            |            |  |  |       |       |
|  | Klod Yunes            | 4                    |                      |    |            |            |  |  |       |       |
|  | Erwann Le Péchoux     | 15                   |                      |    |            |            |  |  |       |       |
|  | Erwann Le Péchoux     | 15                   | Erwann Le Péchoux    | 9  |            |            |  |  |       |       |
|  |                       |                      | Erwann Le Péchoux    | 9  |            |            |  |  |       |       |
|  |                       | Aleksey Cheremisinov | 15                   |    |            |            |  |  |       |       |
|  | Giorgio Avola         | Aleksey Cheremisinov | 15                   | 12 |            |            |  |  |       |       |
|  | Giorgio Avola         |                      |                      | 12 |            |            |  |  |       |       |
|  | Aleksey Cheremisinov  | 14                   |                      |    |            |            |  |  |       |       |
|  | Aleksey Cheremisinov  | 14                   | Aleksey Cheremisinov | 11 |            |            |  |  |       |       |
|  |                       |                      | Aleksey Cheremisinov | 11 |            |            |  |  |       |       |
|  |                       | James-Andrew Davis   | 15                   |    |            |            |  |  |       |       |
|  | Tomer Or              | James-Andrew Davis   | 15                   | 3  |            |            |  |  |       |       |
|  | Tomer Or              |                      |                      | 3  |            |            |  |  |       |       |
|  | Peter Joppich         | 15                   |                      |    |            |            |  |  |       |       |
|  | Peter Joppich         | 15                   | Peter Joppich        | 8  |            |            |  |  |       |       |
|  |                       |                      | Peter Joppich        | 8  |            |            |  |  |       |       |
|  |                       | James-Andrew Davis   | 15                   |    |            |            |  |  |       |       |
|  | James-Andrew Davis    | James-Andrew Davis   | 15                   | 15 |            |            |  |  |       |       |
|  | James-Andrew Davis    |                      |                      | 15 |            |            |  |  |       |       |
|  | Alexander Choupenitch | 13                   |                      |    |            |            |  |  |       |       |
|  | Alexander Choupenitch | 13                   |                      |    |            |            |  |  |       |       |

### Espada individual masculino
| Evento | Ouro               | Prata             | Bronze                                        |
| ------ | ------------------ | ----------------- | --------------------------------------------- |
| Espada | András Rédli (HUN) | Paolo Pizzo (ITA) | Max Heinzer (SUI) · Jean-Michel Lucenay (FRA) |

#### Resultados
| Posição           | Nome                | País    |
| ----------------- | ------------------- | ------- |
| Medalha de ouro   | András Rédli        | Hungria |
| Medalha de prata  | Paolo Pizzo         | Itália  |
| Medalha de bronze | Max Heinzer         | Suíça   |
| Medalha de bronze | Jean-Michel Lucenay | França  |
| 5.                | Anton Avdeev        | Rússia  |
| 6.                | Ulrich Robeiri      | França  |
| 7.                | Sergey Khodos       | Rússia  |
| 8.                | Igor Reizlin        | Ucrânia |

|  | Quartas de final    | Quartas de final |                     |    | Semifinais | Semifinais |  |  | Final | Final |
|  |                     |                  |                     |    |            |            |  |  |       |       |
|  |                     |                  |                     |    |            |            |  |  |       |       |
|  |                     |                  |                     |    |            |            |  |  |       |       |
|  | Jean-Michel Lucenay | 15               |                     |    |            |            |  |  |       |       |
|  | Jean-Michel Lucenay | 15               |                     |    |            |            |  |  |       |       |
|  | Igor Reizlin        | 7                |                     |    |            |            |  |  |       |       |
|  | Igor Reizlin        | 7                | Jean-Michel Lucenay | 11 |            |            |  |  |       |       |
|  |                     |                  | Jean-Michel Lucenay | 11 |            |            |  |  |       |       |
|  |                     | Paolo Pizzo      | 15                  |    |            |            |  |  |       |       |
|  | Anton Avdeev        | Paolo Pizzo      | 15                  | 14 |            |            |  |  |       |       |
|  | Anton Avdeev        |                  |                     | 14 |            |            |  |  |       |       |
|  | Paolo Pizzo         | 15               |                     |    |            |            |  |  |       |       |
|  | Paolo Pizzo         | 15               | Paolo Pizzo         | 8  |            |            |  |  |       |       |
|  |                     |                  | Paolo Pizzo         | 8  |            |            |  |  |       |       |
|  |                     | András Rédli     | 15                  |    |            |            |  |  |       |       |
|  | András Rédli        | András Rédli     | 15                  | 9  |            |            |  |  |       |       |
|  | András Rédli        |                  |                     | 9  |            |            |  |  |       |       |
|  | Ulrich Robeiri      | 8                |                     |    |            |            |  |  |       |       |
|  | Ulrich Robeiri      | 8                | András Rédli        | 15 |            |            |  |  |       |       |
|  |                     |                  | András Rédli        | 15 |            |            |  |  |       |       |
|  |                     | Max Heinzer      | 14                  |    |            |            |  |  |       |       |
|  | Max Heinzer         | Max Heinzer      | 14                  | 15 |            |            |  |  |       |       |
|  | Max Heinzer         |                  |                     | 15 |            |            |  |  |       |       |
|  | Sergey Khodos       | 7                |                     |    |            |            |  |  |       |       |
|  | Sergey Khodos       | 7                |                     |    |            |            |  |  |       |       |

### Sabre individual masculino
| Evento | Ouro                    | Prata                      | Bronze                                      |
| ------ | ----------------------- | -------------------------- | ------------------------------------------- |
| Sabre  | Aleksey Yakimenko (RUS) | Veniamin Reshetnikov (RUS) | Kamil Ibragimov (RUS) · Csanád Gémesi (HUN) |

#### Resultados
| Posição           | Nome                 | País     |
| ----------------- | -------------------- | -------- |
| Medalha de ouro   | Aleksey Yakimenko    | Rússia   |
| Medalha de prata  | Veniamin Reshetnikov | Rússia   |
| Medalha de bronze | Csanád Gémesi        | Hungria  |
| Medalha de bronze | Kamil Ibragimov      | Rússia   |
| 5.                | Diego Occhiuzzi      | Itália   |
| 6.                | Nicolas Rousset      | França   |
| 7.                | Enrico Berrè         | Itália   |
| 8.                | Richard Hübers       | Alemanha |

|  | Quartas de final     | Quartas de final     |                      |    | Semifinais | Semifinais |  |  | Final | Final |
|  |                      |                      |                      |    |            |            |  |  |       |       |
|  |                      |                      |                      |    |            |            |  |  |       |       |
|  |                      |                      |                      |    |            |            |  |  |       |       |
|  | Enrico Berrè         | 13                   |                      |    |            |            |  |  |       |       |
|  | Enrico Berrè         | 13                   |                      |    |            |            |  |  |       |       |
|  | Aleksey Yakimenko    | 15                   |                      |    |            |            |  |  |       |       |
|  | Aleksey Yakimenko    | 15                   | Aleksey Yakimenko    | 15 |            |            |  |  |       |       |
|  |                      |                      | Aleksey Yakimenko    | 15 |            |            |  |  |       |       |
|  |                      | Kamil Ibragimov      | 11                   |    |            |            |  |  |       |       |
|  | Diego Occhiuzzi      | Kamil Ibragimov      | 11                   | 10 |            |            |  |  |       |       |
|  | Diego Occhiuzzi      |                      |                      | 10 |            |            |  |  |       |       |
|  | Kamil Ibragimov      | 15                   |                      |    |            |            |  |  |       |       |
|  | Kamil Ibragimov      | 15                   | Aleksey Yakimenko    | 15 |            |            |  |  |       |       |
|  |                      |                      | Aleksey Yakimenko    | 15 |            |            |  |  |       |       |
|  |                      | Veniamin Reshetnikov | 11                   |    |            |            |  |  |       |       |
|  | Richard Hübers       | Veniamin Reshetnikov | 11                   | 9  |            |            |  |  |       |       |
|  | Richard Hübers       |                      |                      | 9  |            |            |  |  |       |       |
|  | Veniamin Reshetnikov | 15                   |                      |    |            |            |  |  |       |       |
|  | Veniamin Reshetnikov | 15                   | Veniamin Reshetnikov | 15 |            |            |  |  |       |       |
|  |                      |                      | Veniamin Reshetnikov | 15 |            |            |  |  |       |       |
|  |                      | Csanád Gémesi        | 12                   |    |            |            |  |  |       |       |
|  | Csanád Gémesi        | Csanád Gémesi        | 12                   | 15 |            |            |  |  |       |       |
|  | Csanád Gémesi        |                      |                      | 15 |            |            |  |  |       |       |
|  | Nicolas Rousset      | 13                   |                      |    |            |            |  |  |       |       |
|  | Nicolas Rousset      | 13                   |                      |    |            |            |  |  |       |       |

### Florete masculino por equipes
| Evento              | Ouro                                                                      | Prata                                                                         | Bronze                                                                     |
| ------------------- | ------------------------------------------------------------------------- | ----------------------------------------------------------------------------- | -------------------------------------------------------------------------- |
| Florete por equipes | França · Enzo Lefort · Vincent Simon · Erwann Le Péchoux · Julien Mertine | Itália · Andrea Cassarà · Valerio Aspromonte · Andrea Baldini · Giorgio Avola | Rússia · Aleksey Cheremisinov · Dmitry Rigin · Renal Ganeyev · Timur Safin |

#### Resultados
| Posição           | Nome                                                            | País         |
| ----------------- | --------------------------------------------------------------- | ------------ |
| Medalha de ouro   | Enzo Lefort Vincent Simon Erwan Le Péchoux Julien Mertine       | França       |
| Medalha de prata  | Andrea Cassarà Valerio Aspromonte Andrea Baldini Giorgio Avola  | Itália       |
| Medalha de bronze | Aleksey Cheremisinov Dmitry Rigin Renal Ganeyev Timur Safin     | Rússia       |
| 4.                | Michał Majewski Leszek Rajski Paweł Kawiecki Radosław Glonek    | Polónia      |
| 5.                | Peter Joppich Sebastian Bachmann Marius Braun Moritz Kröplin    | Alemanha     |
| 6.                | James-Andrew Davis Richard Kruse Alex Tofalides Marcus Mepstead | Grã-Bretanha |
| 7.                | Kristóf Szabados Gábor Szabados Daniel Dosa András Németh       | Hungria      |
| 8.                | Alexander Choupenitch Václav Kundera Jiří Kurfürst Jan Krejčík  | Chéquia      |

|  | Quartas de final | Quartas de final |        |        | Semifinais     | Semifinais     |  |  | Final | Final |
|  |                  |                  |        |        |                |                |  |  |       |       |
|  |                  |                  |        |        |                |                |  |  |       |       |
|  |                  |                  |        |        |                |                |  |  |       |       |
|  | Itália           | 45               |        |        |                |                |  |  |       |       |
|  | Itália           | 45               |        |        |                |                |  |  |       |       |
|  | Hungria          | 21               |        |        |                |                |  |  |       |       |
|  | Hungria          | 21               | Itália | 45     |                |                |  |  |       |       |
|  |                  |                  | Itália | 45     |                |                |  |  |       |       |
|  |                  | Polónia          | 39     |        |                |                |  |  |       |       |
|  | Polónia          | Polónia          | 39     | 45     |                |                |  |  |       |       |
|  | Polónia          |                  |        | 45     |                |                |  |  |       |       |
|  | Alemanha         | 35               |        |        |                |                |  |  |       |       |
|  | Alemanha         | 35               | Itália | 41     |                |                |  |  |       |       |
|  |                  |                  | Itália | 41     |                |                |  |  |       |       |
|  |                  | França           | 45     |        |                |                |  |  |       |       |
|  | Rússia           | França           | 45     | 45     |                |                |  |  |       |       |
|  | Rússia           |                  |        | 45     |                |                |  |  |       |       |
|  | Grã-Bretanha     | 42               |        |        |                |                |  |  |       |       |
|  | Grã-Bretanha     | 42               | Rússia | 35     | Terceiro lugar | Terceiro lugar |  |  |       |       |
|  |                  |                  | Rússia | 35     | Terceiro lugar | Terceiro lugar |  |  |       |       |
|  |                  | França           | 45     |        |                |                |  |  |       |       |
|  | Chéquia          | França           | 45     | 27     | Polónia        | 28             |  |  |       |       |
|  | Chéquia          |                  |        | 27     | Polónia        | 28             |  |  |       |       |
|  | França           | 45               |        | Rússia | 45             |                |  |  |       |       |
|  | França           | 45               |        |        | 45             |                |  |  |       |       |
|  |                  |                  |        |        |                |                |  |  |       |       |
|  |                  |                  |        |        |                |                |  |  |       |       |

### Espada masculino por equipes
| Evento             | Ouro                                                                 | Prata                                                                      | Bronze                                                             |
| ------------------ | -------------------------------------------------------------------- | -------------------------------------------------------------------------- | ------------------------------------------------------------------ |
| Espada por equipes | Suíça · Fabian Kauter · Max Heinzer · Benjamin Steffen · Peer Borsky | Espanha · Yulen Pereira · José Luis Abajo · Miguel Moratilla · Pau Roselló | Rússia · Pavel Sukhov · Anton Avdeev · Sergey Bida · Sergey Khodos |

#### Resultados
| Posição           | Nome                                                              | País    |
| ----------------- | ----------------------------------------------------------------- | ------- |
| Medalha de ouro   | Fabian Kauter Max Heinzer Benjamin Steffen Peer Borsky            | Suíça   |
| Medalha de prata  | Yulen Pereira José Luis Abajo Miguel Moratilla Pau Rosello        | Espanha |
| Medalha de bronze | Pavel Sukhov Anton Avdeev Sergey Bida Sergey Khodos               | Rússia  |
| 4.                | Bohdan Nikishyn Maksym Khvorost Igor Reizlin Anatoliy Herey       | Ucrânia |
| 5.                | Nikolai Novosjolov Sten Priinits Juri Salm Sven Järve             | Estónia |
| 6.                | Ulrich Robeiri Daniel Jerent Gauthier Grumier Jean-Michel Lucenay | França  |
| 7.                | András Rédli Gábor Boczkó Géza Imre Péter Somfai                  | Hungria |
| 8.                | Ido Herpe Grigori Beskin Yuval Freilich Ido Ajzenstadt            | Israel  |

|  | Quartas de final | Quartas de final |         |         | Semifinais     | Semifinais     |  |  | Final | Final |
|  |                  |                  |         |         |                |                |  |  |       |       |
|  |                  |                  |         |         |                |                |  |  |       |       |
|  |                  |                  |         |         |                |                |  |  |       |       |
|  | Hungria          | 32               |         |         |                |                |  |  |       |       |
|  | Hungria          | 32               |         |         |                |                |  |  |       |       |
|  | Rússia           | 45               |         |         |                |                |  |  |       |       |
|  | Rússia           | 45               | Rússia  | 37      |                |                |  |  |       |       |
|  |                  |                  | Rússia  | 37      |                |                |  |  |       |       |
|  |                  | Espanha          | 43      |         |                |                |  |  |       |       |
|  | Espanha          | Espanha          | 43      | 44      |                |                |  |  |       |       |
|  | Espanha          |                  |         | 44      |                |                |  |  |       |       |
|  | França           | 43               |         |         |                |                |  |  |       |       |
|  | França           | 43               | Espanha | 34      |                |                |  |  |       |       |
|  |                  |                  | Espanha | 34      |                |                |  |  |       |       |
|  |                  | Suíça            | 45      |         |                |                |  |  |       |       |
|  | Ucrânia          | Suíça            | 45      | 19      |                |                |  |  |       |       |
|  | Ucrânia          |                  |         | 19      |                |                |  |  |       |       |
|  | Estónia          | 13               |         |         |                |                |  |  |       |       |
|  | Estónia          | 13               | Ucrânia | 34      | Terceiro lugar | Terceiro lugar |  |  |       |       |
|  |                  |                  | Ucrânia | 34      | Terceiro lugar | Terceiro lugar |  |  |       |       |
|  |                  | Suíça            | 35      |         |                |                |  |  |       |       |
|  | Israel           | Suíça            | 35      | 32      | Rússia         | 45             |  |  |       |       |
|  | Israel           |                  |         | 32      | Rússia         | 45             |  |  |       |       |
|  | Suíça            | 39               |         | Ucrânia | 44             |                |  |  |       |       |
|  | Suíça            | 39               |         |         | 44             |                |  |  |       |       |
|  |                  |                  |         |         |                |                |  |  |       |       |
|  |                  |                  |         |         |                |                |  |  |       |       |

### Sabre masculino por equipes
| Event                       | Ouro                                                                   | Prata                                                                              | Bronze                                                                   |
| --------------------------- | ---------------------------------------------------------------------- | ---------------------------------------------------------------------------------- | ------------------------------------------------------------------------ |
| Sabre masculino por equipes | Itália · Enrico Berrè · Luigi Samele · Diego Occhiuzzi · Luigi Miracco | Rússia · Veniamin Reshetnikov · Aleksey Yakimenko · Kamil Ibragimov · Ilya Motorin | Alemanha · Max Hartung · Benedikt Wagner · Matyas Szabo · Richard Hübers |

#### Resultados
| Posição           | Nome                                                                         | País         |
| ----------------- | ---------------------------------------------------------------------------- | ------------ |
| Medalha de ouro   | Enrico Berrè Luigi Samele Diego Occhiuzzi Luigi Miracco                      | Itália       |
| Medalha de prata  | Veniamin Reshetnikov Aleksey Yakimenko Kamil Ibragimov Ilya Motorin          | Rússia       |
| Medalha de bronze | Max Hartung Benedikt Wagner Matyas Szabo Richard Hübers                      | Alemanha     |
| 4.                | Aliaksandr Buikevich Aliaksei Likhacheuski Valery Pryiemka Siarhei Shachanin | Bielorrússia |
| 5.                | Tiberiu Dolniceanu Alin Badea Ciprian Gălățanu Iulian Teodosiu               | Roménia      |
| 6.                | Áron Szilágyi Csanád Gémesi András Szatmári Tamás Decsi                      | Hungria      |
| 7.                | Vincent Anstett Nicolas Rousset Boladé Apithy Maxence Lambert                | França       |
| 8.                | Dmytro Boyko Andriy Yagodka Dmytro Pundyk Yevgeniy Statsenko                 | Ucrânia      |

|  | Quartas de final | Quartas de final |          |          | Semifinais     | Semifinais     |  |  | Final | Final |
|  |                  |                  |          |          |                |                |  |  |       |       |
|  |                  |                  |          |          |                |                |  |  |       |       |
|  |                  |                  |          |          |                |                |  |  |       |       |
|  | Rússia           | 45               |          |          |                |                |  |  |       |       |
|  | Rússia           | 45               |          |          |                |                |  |  |       |       |
|  | Ucrânia          | 34               |          |          |                |                |  |  |       |       |
|  | Ucrânia          | 34               | Rússia   | 45       |                |                |  |  |       |       |
|  |                  |                  | Rússia   | 45       |                |                |  |  |       |       |
|  |                  | Bielorrússia     | 40       |          |                |                |  |  |       |       |
|  | Bielorrússia     | Bielorrússia     | 40       | 45       |                |                |  |  |       |       |
|  | Bielorrússia     |                  |          | 45       |                |                |  |  |       |       |
|  | Roménia          | 41               |          |          |                |                |  |  |       |       |
|  | Roménia          | 41               | Rússia   | 44       |                |                |  |  |       |       |
|  |                  |                  | Rússia   | 44       |                |                |  |  |       |       |
|  |                  | Itália           | 45       |          |                |                |  |  |       |       |
|  | Alemanha         | Itália           | 45       | 45       |                |                |  |  |       |       |
|  | Alemanha         |                  |          | 45       |                |                |  |  |       |       |
|  | Hungria          | 43               |          |          |                |                |  |  |       |       |
|  | Hungria          | 43               | Alemanha | 44       | Terceiro lugar | Terceiro lugar |  |  |       |       |
|  |                  |                  | Alemanha | 44       | Terceiro lugar | Terceiro lugar |  |  |       |       |
|  |                  | Itália           | 45       |          |                |                |  |  |       |       |
|  | França           | Itália           | 45       | 43       | Bielorrússia   | 35             |  |  |       |       |
|  | França           |                  |          | 43       | Bielorrússia   | 35             |  |  |       |       |
|  | Itália           | 45               |          | Alemanha | 45             |                |  |  |       |       |
|  | Itália           | 45               |          |          | 45             |                |  |  |       |       |
|  |                  |                  |          |          |                |                |  |  |       |       |
|  |                  |                  |          |          |                |                |  |  |       |       |

#### Florete individual feminino
| Event   | Ouro                     | Prata                | Bronze                                          |
| ------- | ------------------------ | -------------------- | ----------------------------------------------- |
| Florete | Elisa Di Francisca (ITA) | Martina Batini (ITA) | Yulia Biryukova (RUS) · Valentina Vezzali (ITA) |

#### Resultados
| Posição           | Nome                 | País     |
| ----------------- | -------------------- | -------- |
| Medalha de ouro   | Elisa Di Francisca   | Itália   |
| Medalha de prata  | Martina Batini       | Itália   |
| Medalha de bronze | Yulia Biryukova      | Rússia   |
| Medalha de bronze | Valentina Vezzali    | Itália   |
| 5.                | Carolin Golubytskyi  | Alemanha |
| 6.                | Arianna Errigo       | Itália   |
| 7.                | Anne Sauer           | Alemanha |
| 8.                | Larisa Korobeynikova | Rússia   |

|  | Quartas de final     | Quartas de final   |                    |    | Semifinais | Semifinais |  |  | Final | Final |
|  |                      |                    |                    |    |            |            |  |  |       |       |
|  |                      |                    |                    |    |            |            |  |  |       |       |
|  |                      |                    |                    |    |            |            |  |  |       |       |
|  | Carolin Golubytskyi  | 7                  |                    |    |            |            |  |  |       |       |
|  | Carolin Golubytskyi  | 7                  |                    |    |            |            |  |  |       |       |
|  | Valentina Vezzali    | 8                  |                    |    |            |            |  |  |       |       |
|  | Valentina Vezzali    | 8                  | Valentina Vezzali  | 3  |            |            |  |  |       |       |
|  |                      |                    | Valentina Vezzali  | 3  |            |            |  |  |       |       |
|  |                      | Elisa Di Francisca | 15                 |    |            |            |  |  |       |       |
|  | Anne Sauer           | Elisa Di Francisca | 15                 | 10 |            |            |  |  |       |       |
|  | Anne Sauer           |                    |                    | 10 |            |            |  |  |       |       |
|  | Elisa Di Francisca   | 15                 |                    |    |            |            |  |  |       |       |
|  | Elisa Di Francisca   | 15                 | Elisa Di Francisca | 15 |            |            |  |  |       |       |
|  |                      |                    | Elisa Di Francisca | 15 |            |            |  |  |       |       |
|  |                      | Martina Batini     | 5                  |    |            |            |  |  |       |       |
|  | Arianna Errigo       | Martina Batini     | 5                  | 13 |            |            |  |  |       |       |
|  | Arianna Errigo       |                    |                    | 13 |            |            |  |  |       |       |
|  | Yulia Biryukova      | 15                 |                    |    |            |            |  |  |       |       |
|  | Yulia Biryukova      | 15                 | Yulia Biryukova    | 12 |            |            |  |  |       |       |
|  |                      |                    | Yulia Biryukova    | 12 |            |            |  |  |       |       |
|  |                      | Martina Batini     | 15                 |    |            |            |  |  |       |       |
|  | Martina Batini       | Martina Batini     | 15                 | 15 |            |            |  |  |       |       |
|  | Martina Batini       |                    |                    | 15 |            |            |  |  |       |       |
|  | Larisa Korobeynikova | 10                 |                    |    |            |            |  |  |       |       |
|  | Larisa Korobeynikova | 10                 |                    |    |            |            |  |  |       |       |

#### Espada individual feminino
| Event  | Ouro                      | Prata                           | Bronze                                        |
| ------ | ------------------------- | ------------------------------- | --------------------------------------------- |
| Espada | Bianca Del Carretto (ITA) | Marie-Florence Candassamy (FRA) | Joséphine Coquin (FRA) · Simona Gherman (ROU) |

#### Resultados
| Posição           | Nome                      | País    |
| ----------------- | ------------------------- | ------- |
| Medalha de ouro   | Bianca Del Carretto       | Itália  |
| Medalha de prata  | Marie-Florence Candassamy | França  |
| Medalha de bronze | Joséphine Coquin          | França  |
| Medalha de bronze | Simona Gherman            | Roménia |
| 5.                | Emese Szász               | Hungria |
| 6.                | Lyubov Shutova            | Rússia  |
| 7.                | Yana Zvereva              | Rússia  |
| 8.                | Yana Shemyakina           | Ucrânia |

|  | Quartas de final          | Quartas de final          |                     |    | Semifinais | Semifinais |  |  | Final | Final |
|  |                           |                           |                     |    |            |            |  |  |       |       |
|  |                           |                           |                     |    |            |            |  |  |       |       |
|  |                           |                           |                     |    |            |            |  |  |       |       |
|  | Joséphine Coquin          | 15                        |                     |    |            |            |  |  |       |       |
|  | Joséphine Coquin          | 15                        |                     |    |            |            |  |  |       |       |
|  | Yana Zvereva              | 11                        |                     |    |            |            |  |  |       |       |
|  | Yana Zvereva              | 11                        | Joséphine Coquin    | 13 |            |            |  |  |       |       |
|  |                           |                           | Joséphine Coquin    | 13 |            |            |  |  |       |       |
|  |                           | Bianca Del Carretto       | 15                  |    |            |            |  |  |       |       |
|  | Emese Szász               | Bianca Del Carretto       | 15                  | 9  |            |            |  |  |       |       |
|  | Emese Szász               |                           |                     | 9  |            |            |  |  |       |       |
|  | Bianca Del Carretto       | 15                        |                     |    |            |            |  |  |       |       |
|  | Bianca Del Carretto       | 15                        | Bianca Del Carretto | 15 |            |            |  |  |       |       |
|  |                           |                           | Bianca Del Carretto | 15 |            |            |  |  |       |       |
|  |                           | Marie-Florence Candassamy | 12                  |    |            |            |  |  |       |       |
|  | Simona Gherman            | Marie-Florence Candassamy | 12                  | 15 |            |            |  |  |       |       |
|  | Simona Gherman            |                           |                     | 15 |            |            |  |  |       |       |
|  | Yana Shemyakina           | 14                        |                     |    |            |            |  |  |       |       |
|  | Yana Shemyakina           | 14                        | Simona Gherman      | 9  |            |            |  |  |       |       |
|  |                           |                           | Simona Gherman      | 9  |            |            |  |  |       |       |
|  |                           | Marie-Florence Candassamy | 15                  |    |            |            |  |  |       |       |
|  | Lyubov Shutova            | Marie-Florence Candassamy | 15                  | 11 |            |            |  |  |       |       |
|  | Lyubov Shutova            |                           |                     | 11 |            |            |  |  |       |       |
|  | Marie-Florence Candassamy | 15                        |                     |    |            |            |  |  |       |       |
|  | Marie-Florence Candassamy | 15                        |                     |    |            |            |  |  |       |       |

#### Sabre individual feminino
| Event | Ouro               | Prata                      | Bronze                                              |
| ----- | ------------------ | -------------------------- | --------------------------------------------------- |
| Sabre | Olha Kharlan (UKR) | Yekaterina Dyachenko (RUS) | Rossella Gregorio (ITA) · Vassiliki Vougiouka (GRE) |

#### Resultados
| Posição           | Nome                 | País     |
| ----------------- | -------------------- | -------- |
| Medalha de ouro   | Olha Kharlan         | Ucrânia  |
| Medalha de prata  | Yekaterina Dyachenko | Rússia   |
| Medalha de bronze | Vassiliki Vougiouka  | Grécia   |
| Medalha de bronze | Rossella Gregorio    | Itália   |
| 5.                | Manon Brunet         | França   |
| 6.                | Yana Egorian         | Rússia   |
| 7.                | Anna Limbach         | Alemanha |
| 8.                | Aleksandra Socha     | Polónia  |

|  | Quartas de final     | Quartas de final     |                      |    | Semifinais | Semifinais |  |  | Final | Final |
|  |                      |                      |                      |    |            |            |  |  |       |       |
|  |                      |                      |                      |    |            |            |  |  |       |       |
|  |                      |                      |                      |    |            |            |  |  |       |       |
|  | Vassiliki Vougiouka  | 15                   |                      |    |            |            |  |  |       |       |
|  | Vassiliki Vougiouka  | 15                   |                      |    |            |            |  |  |       |       |
|  | Aleksandra Socha     | 8                    |                      |    |            |            |  |  |       |       |
|  | Aleksandra Socha     | 8                    | Vassiliki Vougiouka  | 10 |            |            |  |  |       |       |
|  |                      |                      | Vassiliki Vougiouka  | 10 |            |            |  |  |       |       |
|  |                      | Yekaterina Dyachenko | 15                   |    |            |            |  |  |       |       |
|  | Yekaterina Dyachenko | Yekaterina Dyachenko | 15                   | 15 |            |            |  |  |       |       |
|  | Yekaterina Dyachenko |                      |                      | 15 |            |            |  |  |       |       |
|  | Manon Brunet         | 7                    |                      |    |            |            |  |  |       |       |
|  | Manon Brunet         | 7                    | Yekaterina Dyachenko | 12 |            |            |  |  |       |       |
|  |                      |                      | Yekaterina Dyachenko | 12 |            |            |  |  |       |       |
|  |                      | Olha Kharlan         | 15                   |    |            |            |  |  |       |       |
|  | Yana Egorian         | Olha Kharlan         | 15                   | 8  |            |            |  |  |       |       |
|  | Yana Egorian         |                      |                      | 8  |            |            |  |  |       |       |
|  | Olha Kharlan         | 15                   |                      |    |            |            |  |  |       |       |
|  | Olha Kharlan         | 15                   | Olha Kharlan         | 15 |            |            |  |  |       |       |
|  |                      |                      | Olha Kharlan         | 15 |            |            |  |  |       |       |
|  |                      | Rossella Gregorio    | 8                    |    |            |            |  |  |       |       |
|  | Rossella Gregorio    | Rossella Gregorio    | 8                    | 15 |            |            |  |  |       |       |
|  | Rossella Gregorio    |                      |                      | 15 |            |            |  |  |       |       |
|  | Anna Limbach         | 9                    |                      |    |            |            |  |  |       |       |
|  | Anna Limbach         | 9                    |                      |    |            |            |  |  |       |       |

### Florete feminino por equipes
| Event               | Ouro                                                                              | Prata                                                                                | Bronze                                                                     |
| ------------------- | --------------------------------------------------------------------------------- | ------------------------------------------------------------------------------------ | -------------------------------------------------------------------------- |
| Florete por equipes | Itália · Arianna Errigo · Elisa Di Francisca · Valentina Vezzali · Martina Batini | Rússia · Inna Deriglazova · Diana Yakovleva · Larisa Korobeynikova · Yulia Biryukova | França · Ysaora Thibus · Astrid Guyart · Corinne Maîtrejean · Gaëlle Gebet |

#### Resultados
| Posição           | Nome                                                                     | País     |
| ----------------- | ------------------------------------------------------------------------ | -------- |
| Medalha de ouro   | Arianna Errigo Elisa Di Francisca Valentina Vezzali Martina Batini       | Itália   |
| Medalha de prata  | Inna Deriglazova Diana Yakovleva Larisa Korobeynikova Yulia Biryukova    | Rússia   |
| Medalha de bronze | Ysaora Thibus Astrid Guyart Corinne Maîtrejean Gaëlle Gebet              | França   |
| 4.                | Martyna Synoradzka Karolina Chlewińska Hanna Lyczbinska Marta Lyczbinska | Polónia  |
| 5.                | Edina Knapek Gabriella Varga Szilvia Jeszenszky Fanny Kreiss             | Hungria  |
| 6.                | Carolin Golubytskyi Katja Wächter Sandra Bingenheimer Anne Sauer         | Alemanha |
| 7.                | Olha Leleiko Alexandra Sinyta Kateryna Chentsova Kateryna Deordieva      | Ucrânia  |
| 8.                | Maria Boldor Mălina Călugăreanu Isabelle Stan Ana Boldor                 | Roménia  |

|  | Quartas de final | Quartas de final |        |        | Semifinais     | Semifinais     |  |  | Final | Final |
|  |                  |                  |        |        |                |                |  |  |       |       |
|  |                  |                  |        |        |                |                |  |  |       |       |
|  |                  |                  |        |        |                |                |  |  |       |       |
|  | Itália           | 45               |        |        |                |                |  |  |       |       |
|  | Itália           | 45               |        |        |                |                |  |  |       |       |
|  | Roménia          | 16               |        |        |                |                |  |  |       |       |
|  | Roménia          | 16               | Itália | 45     |                |                |  |  |       |       |
|  |                  |                  | Itália | 45     |                |                |  |  |       |       |
|  |                  | Polónia          | 23     |        |                |                |  |  |       |       |
|  | Hungria          | Polónia          | 23     | 30     |                |                |  |  |       |       |
|  | Hungria          |                  |        | 30     |                |                |  |  |       |       |
|  | Polónia          | 45               |        |        |                |                |  |  |       |       |
|  | Polónia          | 45               | Itália | 45     |                |                |  |  |       |       |
|  |                  |                  | Itália | 45     |                |                |  |  |       |       |
|  |                  | Rússia           | 44     |        |                |                |  |  |       |       |
|  | França           | Rússia           | 44     | 45     |                |                |  |  |       |       |
|  | França           |                  |        | 45     |                |                |  |  |       |       |
|  | Alemanha         | 43               |        |        |                |                |  |  |       |       |
|  | Alemanha         | 43               | França | 26     | Terceiro lugar | Terceiro lugar |  |  |       |       |
|  |                  |                  | França | 26     | Terceiro lugar | Terceiro lugar |  |  |       |       |
|  |                  | Rússia           | 45     |        |                |                |  |  |       |       |
|  | Ucrânia          | Rússia           | 45     | 35     | Polónia        | 38             |  |  |       |       |
|  | Ucrânia          |                  |        | 35     | Polónia        | 38             |  |  |       |       |
|  | Rússia           | 41               |        | França | 45             |                |  |  |       |       |
|  | Rússia           | 41               |        |        | 45             |                |  |  |       |       |
|  |                  |                  |        |        |                |                |  |  |       |       |
|  |                  |                  |        |        |                |                |  |  |       |       |

### Espada feminino por equipes
| Evento             | Ouro                                                                   | Prata                                                                        | Bronze                                                                                    |
| ------------------ | ---------------------------------------------------------------------- | ---------------------------------------------------------------------------- | ----------------------------------------------------------------------------------------- |
| Espada por equipes | Roménia · Ana Maria Brânză · Simona Pop · Simona Gherman · Maria Udrea | Rússia · Yana Zvereva · Violetta Kolobova · Lyubov Shutova · Tatiana Gudkova | Itália · Rossella Fiamingo · Mara Navarria · Francesca Quondamcarlo · Bianca Del Carretto |

#### Resultados
| Posição           | Nome                                                                       | País    |
| ----------------- | -------------------------------------------------------------------------- | ------- |
| Medalha de ouro   | Ana Maria Brânză Simona Pop Simona Gherman Maria Udrea                     | Roménia |
| Medalha de prata  | Yana Zvereva Violetta Kolobova Lyubov Shutova Tatiana Gudkova              | Rússia  |
| Medalha de bronze | Rossella Fiamingo Mara Navarria Francesca Quondamcarlo Bianca Del Carretto | Itália  |
| 4.                | Julia Beljajeva Irina Embrich Erika Kirpu Kristina Kuusk                   | Estónia |
| 5.                | Emese Szász Julianna Révész Edina Antal Hajnalka Tóth                      | Hungria |
| 6.                | Malgorzata Stroka Ewa Nelip Magdalena Piekarska Dominika Mosler            | Polónia |
| 7.                | Tiffany Géroudet Pauline Brunner Laura Stähli Angela Krieger               | Suíça   |
| 8.                | Yana Shemyakina Olena Kryvytska Anastasia Ivchenko Dzhoan Bezhura          | Ucrânia |

|  | Quartas de final | Quartas de final |        |        | Semifinais     | Semifinais     |  |  | Final | Final |
|  |                  |                  |        |        |                |                |  |  |       |       |
|  |                  |                  |        |        |                |                |  |  |       |       |
|  |                  |                  |        |        |                |                |  |  |       |       |
|  | Rússia           | 34               |        |        |                |                |  |  |       |       |
|  | Rússia           | 34               |        |        |                |                |  |  |       |       |
|  | Polónia          | 33               |        |        |                |                |  |  |       |       |
|  | Polónia          | 33               | Rússia | 43     |                |                |  |  |       |       |
|  |                  |                  | Rússia | 43     |                |                |  |  |       |       |
|  |                  | Estónia          | 31     |        |                |                |  |  |       |       |
|  | Suíça            | Estónia          | 31     | 23     |                |                |  |  |       |       |
|  | Suíça            |                  |        | 23     |                |                |  |  |       |       |
|  | Estónia          | 45               |        |        |                |                |  |  |       |       |
|  | Estónia          | 45               | Rússia | 34     |                |                |  |  |       |       |
|  |                  |                  | Rússia | 34     |                |                |  |  |       |       |
|  |                  | Roménia          | 38     |        |                |                |  |  |       |       |
|  | Hungria          | Roménia          | 38     | 26     |                |                |  |  |       |       |
|  | Hungria          |                  |        | 26     |                |                |  |  |       |       |
|  | Itália           | 34               |        |        |                |                |  |  |       |       |
|  | Itália           | 34               | Itália | 24     | Terceiro lugar | Terceiro lugar |  |  |       |       |
|  |                  |                  | Itália | 24     | Terceiro lugar | Terceiro lugar |  |  |       |       |
|  |                  | Roménia          | 29     |        |                |                |  |  |       |       |
|  | Ucrânia          | Roménia          | 29     | 31     | Estónia        | 42             |  |  |       |       |
|  | Ucrânia          |                  |        | 31     | Estónia        | 42             |  |  |       |       |
|  | Roménia          | 45               |        | Itália | 45             |                |  |  |       |       |
|  | Roménia          | 45               |        |        | 45             |                |  |  |       |       |
|  |                  |                  |        |        |                |                |  |  |       |       |
|  |                  |                  |        |        |                |                |  |  |       |       |

### Sabre feminino por equipes
| Evento            | Ouro                                                                               | Prata                                                                         | Bronze                                                                 |
| ----------------- | ---------------------------------------------------------------------------------- | ----------------------------------------------------------------------------- | ---------------------------------------------------------------------- |
| Sabre por equipes | Rússia · Yekaterina Dyachenko · Dina Galiakbarova · Yana Egorian · Sofiya Velikaya | França · Charlotte Lembach · Cécilia Berder · Saoussen Boudiaf · Manon Brunet | Ucrânia · Olha Kharlan · Halyna Pundyk · Olena Voronina · Olha Zhovnir |

#### Resultados
| Posição           | Nome                                                                | País     |
| ----------------- | ------------------------------------------------------------------- | -------- |
| Medalha de ouro   | Yekaterina Dyachenko Dina Galiakbarova Yana Egorian Sofiya Velikaya | Rússia   |
| Medalha de prata  | Charlotte Lembach Cécilia Berder Saoussen Boudiaf Manon Brunet      | França   |
| Medalha de bronze | Olha Kharlan Halyna Pundyk Olena Voronina Olha Zhovnir              | Ucrânia  |
| 4.                | Anna Márton Anna Várhelyi Kata Várhelyi Nora Garam                  | Hungria  |
| 5.                | Aleksandra Socha Malgorzata Kozaczuk Matylda Ostojska Bogna Jóźwiak | Polónia  |
| 6.                | Irene Vecchi Rossella Gregorio Ilaria Bianco Lucrezia Sinigaglia    | Itália   |
| 7.                | Araceli Navarro Sandra Marcos Laia Vila Lucia Martin-Portugues      | Espanha  |
| 8.                | Alexandra Bujdoso Anna Limbach Sibylle Klemm Judith Kusian          | Alemanha |

|  | Quartas de final | Quartas de final |        |         | Semifinais     | Semifinais     |  |  | Final | Final |
|  |                  |                  |        |         |                |                |  |  |       |       |
|  |                  |                  |        |         |                |                |  |  |       |       |
|  |                  |                  |        |         |                |                |  |  |       |       |
|  | Rússia           | 45               |        |         |                |                |  |  |       |       |
|  | Rússia           | 45               |        |         |                |                |  |  |       |       |
|  | Alemanha         | 32               |        |         |                |                |  |  |       |       |
|  | Alemanha         | 32               | Rússia | 45      |                |                |  |  |       |       |
|  |                  |                  | Rússia | 45      |                |                |  |  |       |       |
|  |                  | Hungria          | 41     |         |                |                |  |  |       |       |
|  | Hungria          | Hungria          | 41     | 45      |                |                |  |  |       |       |
|  | Hungria          |                  |        | 45      |                |                |  |  |       |       |
|  | Polónia          | 43               |        |         |                |                |  |  |       |       |
|  | Polónia          | 43               | Rússia | 45      |                |                |  |  |       |       |
|  |                  |                  | Rússia | 45      |                |                |  |  |       |       |
|  |                  | França           | 43     |         |                |                |  |  |       |       |
|  | Itália           | França           | 43     | 40      |                |                |  |  |       |       |
|  | Itália           |                  |        | 40      |                |                |  |  |       |       |
|  | França           | 45               |        |         |                |                |  |  |       |       |
|  | França           | 45               | França | 45      | Terceiro lugar | Terceiro lugar |  |  |       |       |
|  |                  |                  | França | 45      | Terceiro lugar | Terceiro lugar |  |  |       |       |
|  |                  | Ucrânia          | 30     |         |                |                |  |  |       |       |
|  | Espanha          | Ucrânia          | 30     | 43      | Hungria        | 39             |  |  |       |       |
|  | Espanha          |                  |        | 43      | Hungria        | 39             |  |  |       |       |
|  | Ucrânia          | 45               |        | Ucrânia | 45             |                |  |  |       |       |
|  | Ucrânia          | 45               |        |         | 45             |                |  |  |       |       |
|  |                  |                  |        |         |                |                |  |  |       |       |
|  |                  |                  |        |         |                |                |  |  |       |       |